# راندال تومسون
راندال تومسون (بالإنجليزية: Randall Thompson)‏ هو معلم موسيقى وملحن أمريكي، ولد في 21 أبريل 1899 في نيويورك في الولايات المتحدة، وتوفي في 9 يوليو 1984 في بوسطن في الولايات المتحدة.

## وصلات خارجية
- راندال تومسون على موقع الموسوعة البريطانية (الإنجليزية)
- راندال تومسون على موقع ميوزك برينز (الإنجليزية)
- راندال تومسون على موقع أول ميوزيك (الإنجليزية)
- راندال تومسون على موقع ديسكوغز (الإنجليزية)